# 邊仲
邊仲（1493年—？），字中甫，號石門，直隸河間府任丘縣人，官籍，明朝政治人物。

## 生平
正德五年（1510年）庚午科順天鄉試第一百五名舉人，十二年（1517年）中式丁丑科舒芬榜會試第四十七名，二甲第八十一名進士。吏部觀政，授刑部主事，升刑部郎中。

## 家族
曾祖邊永，戶部郎中 贈都察院左副都御史；祖父邊鏞，南京刑部右侍郎；父邊憲，南京刑部右侍郎。母鄭氏，封孺人。重慶下。兄邊億，布政司左參政；邊備；邊僑，貢士；邊偕。弟邊偁、邊佃、邊偲、邊侁。